# Circular A-11 de la Oficina de Administración y Presupuesto de los Estados Unidos
La Circular A-11 de la Oficina de Administración y Presupuesto  ("Preparación, presentación y ejecución del presupuesto") es una circular del gobierno de los Estados Unidos que aborda la preparación del presupuesto para las agencias federales, y es "el documento principal que instruye a las agencias sobre cómo preparar y presentar las solicitudes de presupuesto para su revisión y aprobación por la Oficina de Administración y Presupuesto". La circular se revisa y reedita periódicamente, y la versión vigente a partir de 2016 se divide en siete partes.
Se han promulgado algunos cambios de políticas a través de versiones históricas de este documento. La Administración Reagan abandonó la presupuestación de base cero a través de la versión de la Circular A-11 de la Oficina de Administración y Presupuesto promulgada en 1981.